# Ffairfach
Ffairfach är en by i Carmarthenshire i Wales. Byn är belägen 71,5 km 
från Cardiff. Orten har 508 invånare (2016).